# Günter Schönhart
Günter Schönhart (* 1. September 1941 in Wolfsberg) ist ein ehemaliger österreichischer Politiker (FPÖ) und Gastwirt. Er war von 1989 bis 1990 Abgeordneter zum österreichischen Nationalrat. 
Schönhart besuchte nach der Pflichtschule eine landwirtschaftliche Fachschule und übernahm 1964 landwirtschaftlichen Betrieb seiner Eltern. Er erwarb 1976 zudem einen gastgewerblichen Betrieb und war in der Folge als Gastwirt tätig. Seine politische Karriere startete Schönhart als Gemeinderat in St. Margarethen, dem er zwischen 1970 und 1973 angehörte. Er war in der Folge von 1973 bis 1979 Stadtrat von Wolfsberg, von 1979 bis 1985 Gemeinderat und zwischen 1985 und 1989 erneut Stadtrat. Er vertrat die FPÖ 1989 im Kärntner Landtag, wechselte danach vom 6. Juni 1989 bis zum 4. November 1990 in den Nationalrat und war danach erneut von 1991 bis 1994 Kärntner Landtagsabgeordneter.